# 260ª Squadriglia
La 260ª Squadriglia fu un reparto da caccia attivo nel Servizio Aeronautico della Regia Marina (Prima guerra mondiale).

## Storia

### Prima guerra mondiale
La Squadriglia si costituisce a Venezia il 1º novembre 1917 al comando del Tenente di Vascello Luigi Bologna (2 Medaglie d'argento al valor militare), montata sui Macchi M.5 ed 8 piloti tra cui il Sottotenente di Vascello Federico Martinengo (2 Medaglie d'argento al valor militare). Il 17 novembre il Guardiamarina Paolo Morterra (Medaglia d'argento al Valor Militare) ed il 2° Capo Timoniere Arturo Zanetti assieme ad un Nieuport francese del Sous-lieutenant Jean Bignon dell'Escadrille N 92 i - N 392 - N 561 abbattono un idro austriaco nei pressi di Treporti. Il 22 novembre il 2° Capo Achille Panichi (Medaglia d'argento al Valor Militare) abbatte un idrovolante a Trieste. Il dicembre Martinengo subentra a Bologna in comando.
Al 1º gennaio 1918 il reparto dispone di 7 piloti compreso il Guardiamarina Umberto Calvello (2 Medaglie d'argento al valor militare) e cinque M.5. In seguito arrivano 3 I S.V.A. (versione idro dell'Ansaldo S.V.A.). Il 24 febbraio il 2° Capo Macchinista Giorgio Parodi (3 Medaglie d'argento al valor militare) viene abbattuto dall'asso Franz Gräser su Albatros D.III riuscendo a rientrare ammarando in zona italiana. Nel 1921 Parodi, appartenente ad una ricca famiglia di armatori, fonderà assieme al meccanico Carlo Guzzi, conosciuto alla Stazione idrovolanti dell'Isola di Sant'Andrea (Venezia), la Moto Guzzi usando come logo l'aquila simbolo del Corpo Aeronautico in onore all'amico e mancato quarto socio Giovanni Ravelli (3 Medaglie d'argento al valor militare), pilota motociclistico ed aviatore, caduto con il suo aereo durante un volo di collaudo nel 1919.
Il 22 aprile 1918 Calvello, il 2° Capo Andrea Rivieri (Medaglia d'argento al Valor Militare) ed il marinaio Giuseppe Pagliacci (Medaglia d'argento al Valor Militare) abbattono insieme ad un Macchi L.3 della 251ª Squadriglia con Panichi e Giartosio un idro Lohner R (versione del Lohner L) nelle acque di Fasana. Il 4 maggio Martinengo, Calvello, Rivieri, il 2° Capo Guido Jannello (Medaglia d'argento al Valor Militare) e Pagliacci abbattono su Trieste tre caccia austriaci alla guida dei quali uno era l'asso Goffredo de Banfield che ammara. Il 22 maggio il 2° Nocchiere Beniamino Piro (Medaglia d'argento al Valor Militare) ed il Tenente di Vascello Orazio Pierozzi (3 Medaglie d'argento al valor militare) Comandante del Gruppo Squadriglie Caccia abbattono un Phönix D.I ad Ovest di Rovigno.
Al 1º giugno il reparto ha in forza 7 piloti tra cui il Sottotenente Giovanni Ravelli, famoso corridore motociclista prima della guerra, sette M.5 e quattro idro SVA che non vengono usati per scarsa affidabilità. L'8 giugno Martinengo cede il comando al Tenente di Vascello Alberto Bortolozzo (Medaglia di Bronzo al Valor Militare). In luglio gli SVA vengono rinviati in ditta. Il 12 agosto il Sottotenente Ivo Ravazzoni (Medaglia d'argento al Valor Militare) abbatte un idro austriaco ad una decina di miglia da Pola. Al termine delle ostilità il reparto dispone di 8 piloti tra cui il torpediniere Renato Spada, dieci M.5 ed un Macchi M.7 inefficiente.

### Seconda guerra mondiale
Al 10 giugno 1940 era all'Aeroporto di Ghedi con un CANT Z.1007bis nel CVI Gruppo del Maggiore Angelo Manfredini del 47º Stormo Bombardamento Terrestre nella 1ª Squadra aerea. In questa data il reparto non era in condizioni operative in quanto era ancora in fase addestrativa.
Verso la metà dell'agosto 1940 si trasferisce, nell'ambito dell'Assedio di Malta (1940-1942), con il 106º Gruppo ed il 47º Stormo all'Aeroporto di Trapani-Chinisia da dove il 29 agosto partecipa al bombardamento dell'aeroporto di Luqa della Royal Air Force (oggi Aeroporto Internazionale di Luqa).
Trasferitasi all'Aeroporto di Rodi-Marizza la squadriglia iniziò ad operare contro obiettivi aeronavali e terrestri inglesi. 
Il 1º giugno 1943 confluisce nel Raggruppamento Bombardamento all'Aeroporto di Perugia con i resti del 106º Gruppo. All'8 settembre 1943 era all'Aeroporto di Perugia nel 106º Gruppo del 47º Stormo della 3ª Squadra aerea con 2 CZ 1007 BIS.
Nel successivo mese di dicembre si concentrano sull'Aeroporto di Lecce-Galatina, ricostituendo l'88º Gruppo (19ª, 190ª, 260ª e 265ª squadriglia). 
Al 2 maggio 1945 era con i Martin 187 Baltimore nel XXVIII Gruppo a Campomarino.